# Bengt Ahlin
Nils Bengt "Brosket" Ahlin, född 5 augusti 1932 i Norrköping, död 22 juni 2002 i Västertälje församling, var en svensk fotbollsspelare. Han var bror till boxaren Bertil "Benet" Ahlin.
Ahlin representerade på klubbnivå IFK Eskilstuna, och spelade i Allsvenskan 1957/1958 för klubben. Han gjorde denna säsong 27 allsvenska matcher (2 mål).